# Мацубара
Мацубара (јап. 松原市) град је у Јапану у префектури Осака. Према попису становништва из 2005. у граду је живело 127.276 становника.

## Становништво
Према подацима са пописа, у граду је 2005. године живело 127.276 становника.
| 1995.   | 2000.   | 2005.   |
| ------- | ------- | ------- |
| 134.457 | 132.562 | 127.276 |